# Championnat de Bolivie de football 1958
Navigation
Saison suivante
La saison 1958 du Championnat de Bolivie de football est la toute première édition du championnat de première division en Bolivie. Pour la première fois, une compétition au niveau national est organisée par la fédération, et remplace la précédente formule, qui comprenait uniquement des championnats régionaux. Les douze meilleures formations du pays se retrouvent au sein d'une poule unique où elles s'affrontent deux fois, à domicile et à l'extérieur. En fin de saison, le dernier du classement est relégué et remplacé par le meilleur club de deuxième division.
C'est le club de Jorge Wilstermann Cochabamba qui termine en tête du classement du championnat cette saison, avec quatre points d'avance sur le Deportivo Municipal La Paz. C'est le premier titre de champion de l'histoire du club.

## Les 12 clubs participants
| - Jorge Wilstermann Cochabamba - Deportivo Municipal La Paz - Aurora Cochabamba - San José Oruro - Club Litoral - Bolivar La Paz | - Club Always Ready - Northern La Paz - Internacional - Primero de Mayo - The Strongest La Paz - Club Deportivo Chaco Petrolero |

## Compétition

### Classement
Le barème utilisé pour établir le classement est le suivant :
- Victoire : 2 points
- Match nul : 1 point
- Défaite : 0 point

| Rang | Équipe                         | Pts | J  | G  | N | P  | Bp | Bc | Diff |
| ---- | ------------------------------ | --- | -- | -- | - | -- | -- | -- | ---- |
| 1    | Jorge Wilstermann Cochabamba   | 31  | 22 | 13 | 5 | 4  | 66 | 40 | +26  |
| 2    | Deportivo Municipal La Paz     | 27  | 22 | 11 | 5 | 6  | 61 | 44 | +17  |
| 3    | San José Oruro                 | 23  | 22 | 10 | 3 | 9  | 54 | 48 | +6   |
| 4    | Aurora Cochabamba              | 23  | 22 | 9  | 5 | 8  | 45 | 43 | +2   |
| 5    | The Strongest La Paz           | 23  | 22 | 11 | 1 | 10 | 49 | 49 | 0    |
| 6    | Bolivar La Paz                 | 23  | 22 | 10 | 3 | 9  | 51 | 54 | -3   |
| 7    | Club Always Ready              | 22  | 22 | 10 | 2 | 10 | 58 | 46 | +12  |
| 8    | Internacional La Paz           | 21  | 22 | 7  | 7 | 8  | 43 | 42 | +1   |
| 9    | Club Deportivo Chaco Petrolero | 21  | 22 | 10 | 1 | 11 | 56 | 59 | -3   |
| 10   | Primero de Mayo                | 10  | 22 | 9  | 2 | 11 | 37 | 54 | -17  |
| 11   | Club Litoral                   | 19  | 22 | 5  | 9 | 8  | 38 | 44 | -6   |
| 12   | Northern La Paz                | 11  | 22 | 4  | 3 | 15 | 38 | 73 | -35  |

|  | Champion de Bolivie 1958                           |
|  | Relégation directe en deuxième division            |
|  | T : Tenant du titre P : Promu de deuxième division |

## Bilan de la saison
| Championnat de Bolivie de football 1958 |                                          |
| Champion                                | Jorge Wilstermann Cochabamba (1er titre) |
| Promotions et relégations               |                                          |
| Promus en Primera División              | Ferroviario La Paz                       |
| Relégués en Segunda División            | Northern La Paz                          |